# Koeleria crassipes
Koeleria crassipes é uma espécie de planta com flor pertencente à família Poaceae. 
A autoridade científica da espécie é Lange, tendo sido publicada em Videnskabelige Meddelelser fra Dansk Naturhistorisk Forening i Kjøbenhavn 1860(1–4): 43. 1861.

## Portugal
Trata-se de uma espécie presente no território português, nomeadamente em Portugal Continental.
Em termos de naturalidade é endémica da Península Ibérica.

## Protecção
Não se encontra protegida por legislação portuguesa ou da Comunidade Europeia.